# Brazilski karneval
Brazilski karneval (portugalski: Carnaval) - tradicionalni pokladni festival, koji se održava 40 dana uoči Uskrsa, prije početka korizmenog posta. U Brazilu postoje brojne regionalne inačice karnevala.

## Karneval u Rio de Janeiru
Glavni događaj karnevalskih proslava u Rio de Janeiru su parade škola sambe. Škole sambe su skupine građana, obično stanovnika gradske četvrti, koji zajednički pripremaju nastup.
Dvanaest najboljih škola paradira na Sambodromu u dva dana (nedjelja i ponedjeljak). Svaka škola ima oko 3000-5000 sudionika u paradi. Sudionici su bogato kostimirani te ima svoju temu nastupa, pjesmu za tu godinu, kao i određen broj pokretnih scenografija - alegorija. Poseban žiri ocijenjuje nastupe u više kategorija i priopćava svoje rezultate u srijedu, poslije karnevala. Najboljih šest škola paradira i u subotu na paradi prvaka.
Sličan sustav škola sambe i parada na Sambodromu postoji i u São Paulu.
Manje neformalne grupe sudionika karnevala se nazivaju blokos. Oni paradiraju gradskim ulicama i također imaju temu nastupa. Njihovi nastupi nisu natjecateljskog karaktera. U Riju postoji oko 30 blokosa. Glazbene grupe koje sviraju ulicama grada nazivaju se bandas.

## Karneval u Salvadoru
Za karnevalske proslave u Salvadoru da Bahiji karakteristični su veliki kamioni, pod imenom "trio-elétrico", na kojima je jako ozvučenje i pozornica. Tu nastupaju glazbenici svirajući lokalne glazbene žanrove poput: akse, samba-reggae i pagode glazbe, ali i suvremeni pop. Kamioni kruže gradskim ulicama, dok ih prate mase veselih i raspjevanih ljudi, uglavnom mladih. Ovaj koncept proslave započela si tri glazbenici 1950-ih.

## Karneval u Pernambucu
Najznačajnija proslava karnevala u brazilskoj državi Pernambuco je u gradu Recife i obližnjem povijesnom gradu Olinda. Karakteristična glazba ovog dijela Brazila su: frevo i marakatu. Velike karnevalske grupe se vesele i plešu jedna pored druge. Za razliku od Rija i Salvadora, ovdje ne postoji natjecanje.

## Karneval u Minas Geraisu
U brazilskoj državi Minas Gerais najpoznatije karnevalske proslave su u povijesnim baroknim gradovima: Ouro Preto, Mariana i Diamantina. Njihove parade se sastoje iz karnevalskih blokova (blocos carnavalescos) koji reprezentiraju različite teme, a po pravilu su praćeni glazbom fanfara.
U posljednje vrijeme, vidljiv je utjecaj karnevala u Riju kroz osnivanje škola sambe, kao i glazbeni utjecaj karnevala u Salvadoru.